# Monroe (Massachusetts)
Monroe – miasto w Stanach Zjednoczonych, w stanie Massachusetts, w hrabstwie Franklin.